# Can Cabús de Baix
Can Cabús de Baix és una masia d'Alella (Maresme) catalogada com a Bé Cultural d'Interès Local.

## Descripció
Es tracta d'un edifici de planta baixa i dos pisos, cobert amb una teulada a dues vessants i el carener perpendicular a la façana. Exteriorment no presenta elements massa interessants perquè ha patit força transformacions: no conserva les llindes, llindars ni brancals de pedra, ni tampoc la porta dovellada, encara que és probable que en algunes obertures es trobin a sota de l'arrebossat actual.
El gust clàssic es veu a la porta d'accés al recinte.

## Història
És l'antic «Mas Roure» del segle xiv. L'any 1731, en morir Jaume Roure, passà a mans de la seva filla Francesca, casada amb Joan Cabús, als hereus del qual va pertànyer fins que es va vendre a Araceli Fabra i Puig a començament del segle xx.